# 市邨芳樹
市邨 芳樹（いちむら よしき、慶応4年3月5日（1868年3月28日） - 昭和16年（1941年）1月1日）は、備後国御調郡尾道（現・広島県尾道市）出身の教育者、学校の設置者。女子産業教育の先鞭者。広島県立尾道商業高等学校、名古屋経済大学市邨中学校・高等学校、名古屋経済大学高蔵高等学校・中学校創立者。

## 経歴

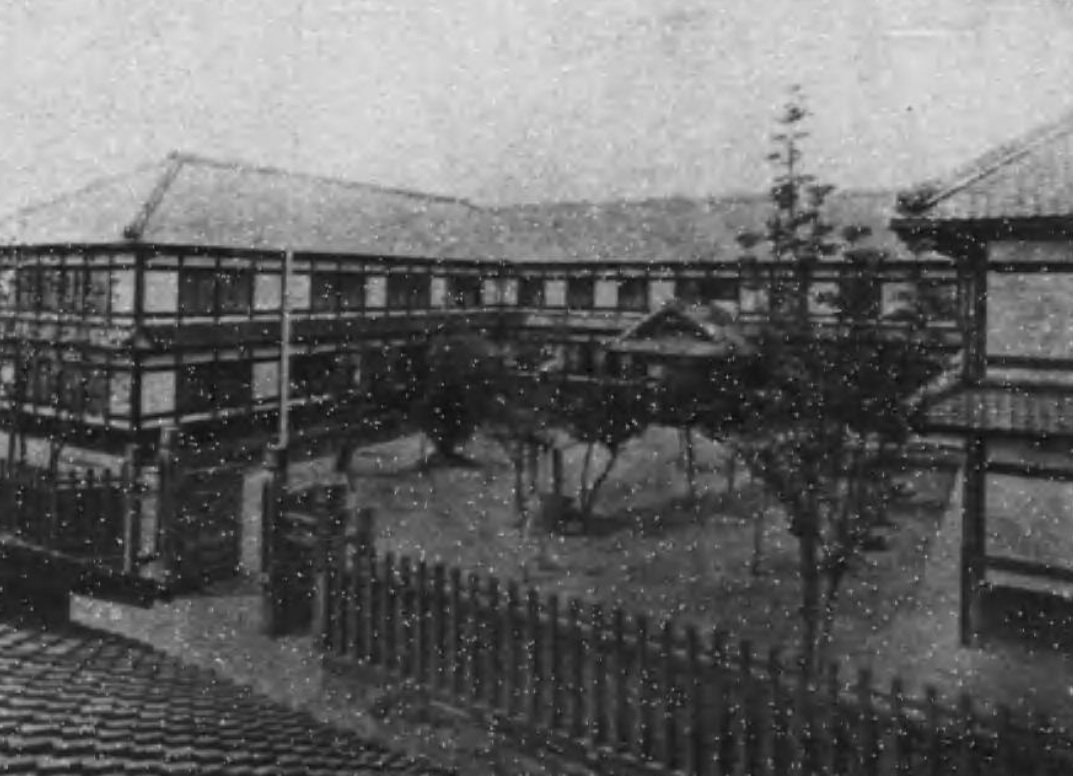
校長を務めた名古屋商業学校

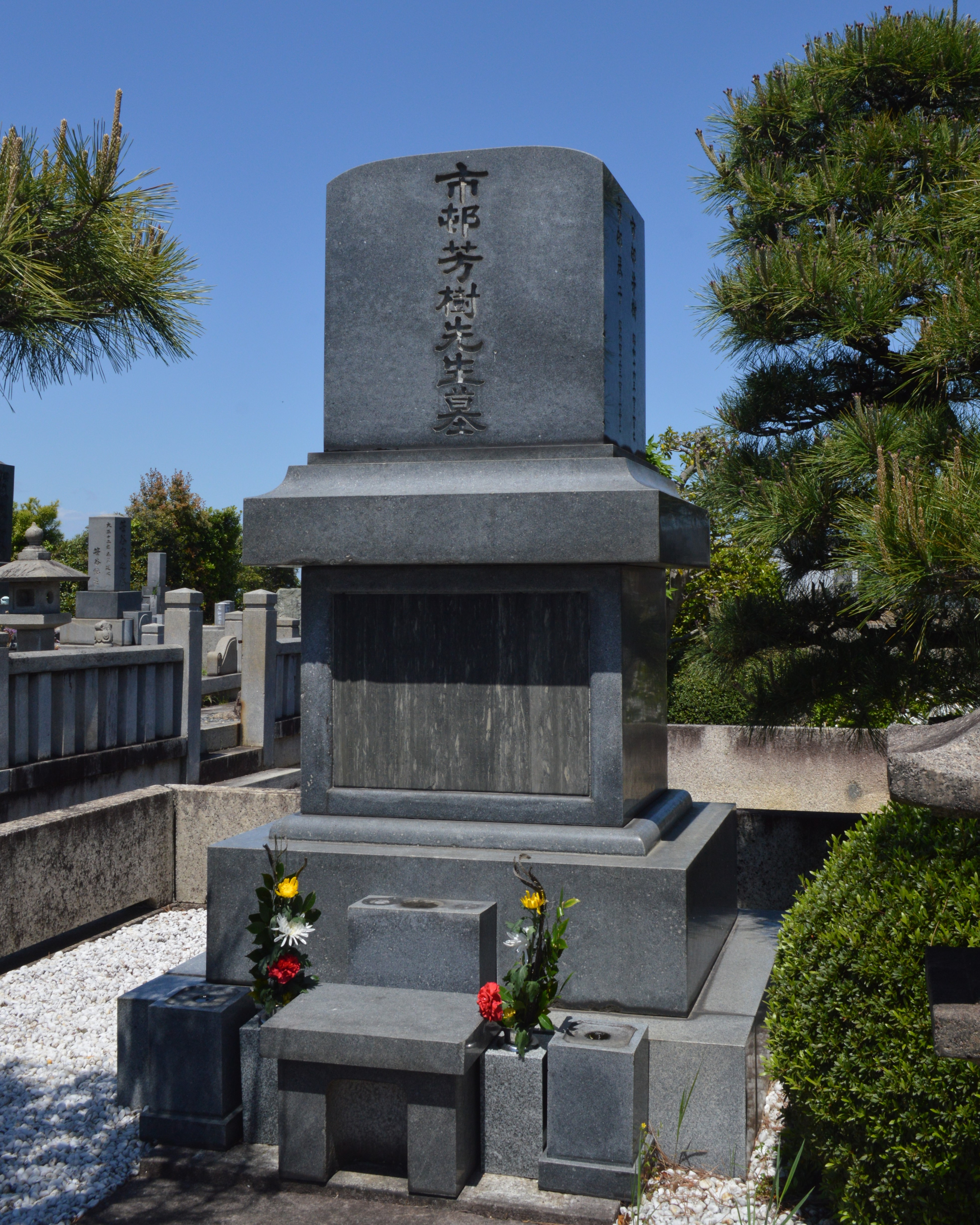
覚王山日泰寺にある墓

### 青年時代
備後国御調郡尾道（現・広島県尾道市久保町）生まれ。16歳で上京し、1887年（明治20年）に東京商法講習所（現・一橋大学）を卒業。

### 教育者として
尾道に帰郷後、20歳のとき私立尾道商法講習所（現・広島県立尾道商業高等学校）を開校し、1898年（明治31年）の広島県への移管後も引き続いて校長を務めた。
1893年（明治26年）、招かれて愛知県名古屋商業学校（現・名古屋市立名古屋商業高等学校）に赴任、教諭後校長としてその発展に尽力した。女子への本格的な商業教育を実践するため、1907年（明治40年）には日本最初の女子商業学校といわれる名古屋女子商業学校（現・名古屋経済大学市邨高等学校）を設立。
1918年（大正7年）に名古屋女子商業学校長の職を辞した。同年5月5日、名古屋国技館で市邨の謝恩会が催された際には、市邨の門下生4000人を代表して加藤勝太郎が謝恩の辞を述べ、加藤が出した5000円を含めて10数万円が集まった。謝恩会による資金を元にして、1925年（大正14年）には名古屋第二女子商業学校（現・名古屋経済大学高蔵高等学校・中学校）を創設した。
女子産業教育の先鞭者とされ、「女子商業教育の父」として称えられる。

### 晩年
1928年（昭和3年）には文部大臣表彰を受けた。1941年（昭和16年）1月1日に死去。墓所は覚王山日泰寺にあり、隣接地には門人である太田静男（三井物産筆頭常務）の墓がある。